# Comuna de Wołczyn
Wołczyn (polaco: Gmina Wołczyn) é uma gminy (comuna) na Polónia, na voivodia de Opole e no condado de Kluczborski. A sede do condado é a cidade de Wołczyn.
De acordo com os censos de 2004, a comuna tem 14 577 habitantes, com uma densidade 60,5 hab/km².

## Área
Estende-se por uma área de 240,86 km², incluindo:
- área agricola: 65%
- área florestal: 28%

## Demografia
Dados de 30 de Junho 2004:
|                      | Total   | Total | Mulheres | Mulheres | Homens  | Homens |
| -------------------- | ------- | ----- | -------- | -------- | ------- | ------ |
|                      | pessoas | %     | pessoas  | %        | pessoas | %      |
| População            | 14 577  | 100   | 7357     | 50,5     | 7220    | 49,5   |
| Densidade (pop./km²) | 60,5    | 100   | 30,5     | 30,5     | 30      | 30     |

De acordo com dados de 2002, o rendimento médio per capita ascendia a 1223 zł.

## Subdivisões
- Bruny, Brynica, Brzezinki, Duczów Mały, Duczów Wielki, Gierałcice, Komorzno, Krzywiczyny, Ligota Wołczyńska, Markotów Mały, Markotów Duży, Rożnów, Skałągi, Szum, Szymonków, Świniary Małe, Świniary Wielkie, Wąsice, Wierzchy, Wierzbica Dolna, Wierzbica Górna.

## Comunas vizinhas
- Byczyna, Domaszowice, Kluczbork, Murów, Pokój, Rychtal, Trzcinica